# Hefèstion (districte)
Hefèstion (en llatí Hephaestion, en grec antic Ἠφαίστιον) era un districte prop de Faselis, al sud de Lícia que rebia el seu nom segons Ctèsies, perquè el foc sorgia constantment del seu terra tou. Segons Plini el Vell aquest foc es produïa a causa de les fonts de petroli natural que cremaven.